# Miguel Ángel Araújo Iglesias
Miguel Ángel Araújo Iglesias (Pereiro de Aguiar, provincia de Orense, 10 de enero de 1920 - Orense el 22 de julio de 2007) fue un obispo católico español.

## Biografía

### Formación y sacerdocio
En 1932 ingresó en la Universidad Pontificia de Comillas, donde, después de terminar el Bachillerato, se licenció en Filosofía en 1941, y en Teología en 1945. 
Fue ordenado sacerdote en 1945. 
Rector del seminario mayor de Orense entre los años 1956 y 1966, donde también fue profesor. 

### Episcopado
El 6 de septiembre de 1970 es ordenado Obispo de la Diócesis de Mondoñedo-Ferrol, puesto que desempeñaría durante 15 años.
Defensor de la lengua gallega, el amor por Galicia, su lengua y su cultura  presidió toda su vida. Impulsó la traducción al gallego de las Sagradas Escrituras. Autor de obras como Oracional galego (1991) y Os Bispos de Galicia e o Concilio Vaticano II (1996), figuró como miembro de la Real Academia Gallega. Se le condecoró, entre otras, con la Medalla Castelao. En 1995, Juan Pablo II lo felicitaba por sus abundantes frutos pastorales conseguidos.
| Predecesor: Jacinto Argaya Goicoechea | Obispo de Mondoñedo-Ferrol 1970 - 1985 | Sucesor: José Gea Escolano |